# SwiftUI
SwiftUI ist ein GUI-Framework von Apple, das auf dem Entwurfsmuster MVVM basiert. Während der WWDC 2019 wurde SwiftUI zum ersten Mal vorgestellt.
Es bietet die Möglichkeit, Views deklarativ zu erstellen und Zustände in einer leichtgewichtigen Weise zu modellieren, sodass Zustandsänderungen sofort in der Benutzeroberfläche reflektiert werden. SwiftUI stellt außerdem Event-Handler für Gesten und andere Arten von Eingaben bereit. Des Weiteren existieren vorgefertigte Views, Steuerelemente und Layout-Strukturen, woraus eigene individuelle Ansichten für alle Apple Plattformen, wie iOS, macOS, watchOS, tvOS sowie visionOS entwickelt werden können, die Quellcode zwischen den Plattformen teilen. Barrierefreiheit und verschiedene Sprachen, Länder oder Kulturregionen werden unterstützt.